# Ethio Electric SC
Ethio Electric Sport Club w skrócie Ethio Electric SC, znany też jako EEPCo i Mebrat Hail – etiopski klub piłkarski grający w pierwszej lidze etiopskiej, mający siedzibę w mieście Addis Abeba.

## Sukcesy
- I liga[1]:
  - mistrzostwo (3): 1992/1993, 1997/1998, 2000/2001

- Puchar Etiopii[2]:
  - zwycięstwo (4): 1971, 1972, 1976, 2001
  - finał (2): 2002, 2003

- Superpuchar Etiopii[3]:
  - zwycięstwo (3): 1993, 1998, 2001

## Występy w afrykańskich pucharach
| Sezon | Rozgrywki                 | Runda   | Kraj     | Klub                        | Dom | Wyjazd | Dwumecz |
| ----- | ------------------------- | ------- | -------- | --------------------------- | --- | ------ | ------- |
| 1977  | Puchar Zdobywców Pucharów | 2       | Nigeria  | Enugu Rangers               | 0–2 | 0–4    | 0–6     |
| 1994  | Puchar Mistrzów           | wstępna | Rwanda   | SC Kiyovu Sport             | 3–2 | 2–2    | 5–4     |
| 1994  | Puchar Mistrzów           | 1       | Kenia    | Gor Mahia                   | 3–1 | 0–2    | 3–3     |
| 1996  | Puchar CAF                | 1       | Mozambik | Clube Ferroviário de Maputo | 0–0 | 0–2    | 0–2     |
| 1998  | Puchar CAF                | 1       | Tanzania | Mlandege FC                 | –   | –      | –       |
| 1998  | Puchar CAF                | 2       | Zambia   | Nchanga Rangers             | 0–0 | 1–2    | 1–2     |
| 1999  | Liga Mistrzów             | 1       | Uganda   | Villa SC                    | 2–2 | 0–5    | 2–7     |
| 2001  | Puchar CAF                | 1       | Tanzania | Mtibwa Sugar FC             | 1–0 | 1–2    | 2–2     |
| 2001  | Puchar CAF                | 2       | Algieria | JS Kabylie                  | 1–0 | 0–2    | 1–2     |
| 2002  | Liga Mistrzów             | wstępna | Kenia    | Oserian FC                  | 1–2 | 0–1    | 1–3     |

## Stadion
Domowe mecze klub rozgrywa na stadionie o nazwie Addis Abeba Stadium w Addis Abebie, który może pomieścić 35000 widzów.

## Reprezentanci kraju grający w klubie od 2000 roku
Stan na kwiecień 2023.
| - Yordanos Abay - Tamirat Abebe - Deyas Adugna - Solomon Andargachew - Tsegazeab Asgedom - Binyam Assefa - Mesfin Assefa - Samson Assefa - Girma Bekele - Tesfaye Bekele - Tekle Berhane - Bereket Bogale - Berhanu Bogale - Chala Dereba - Dawit Estifanos - Lemi Etana - Manaye Fantu - Fitsum Gebremariam - Awet Gebremichael - Yonas Gebremichael - Teshome Getu - Ashenafi Girma - Robel Girma - Daniel Habtamu - Getu Hailemaryam - Abdulkerim Hassen - Teshome Hosh | - Ibrahim Hussein - Yonatan Kebede - Ermias Kidanu - Afework Kiros - Ramkel Lok - Asrad Megersa - Mikiyas Mekonen - Mesud Mohammed - Abedrahman Mubarek - Mohammed Nasser - Anwar Siraj - Zerihun Tadele - Moges Tadesse - Addisu Tesfaye - Siyoum Tesfaye - Tafese Tesfaye - Menyahel Teshome - Mulualem Tilahun - Zekariyas Tuji - Tilahun Wolde - Andargachew Yilak - Bereket Yisak - Didier Kavumbagu - Olrish Saurel - Hassan Sesay - Isaac Isinde - Manko Kaweesa |